# Streaking

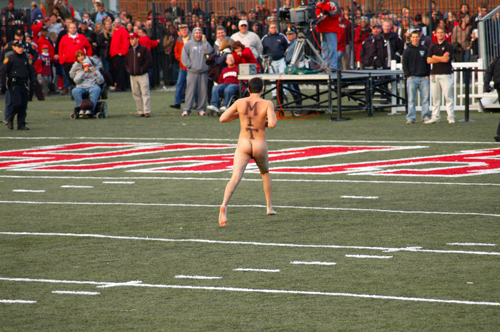
Streaking su un campo di football americano.

Il termine inglese streaking indica una pratica esibizionista consistente nell'irrompere, completamente nudi, in un luogo pubblico, in particolare nell'ambito di manifestazioni di vario tipo.
Il termine streak in sé vuol dire "muoversi velocemente in una data direzione", ed ha acquisito solo nei primi anni settanta l'accezione di "sfrecciare nudi tra la folla".

## Definizioni e etimologia
Il fenomeno emerse proprio in quegli anni nel quadro della "controcultura" dei giovani che si opponevano ai valori borghesi anche con un accento insistito sulla corporeità e sulla nudità.
In quel contesto, spogliarsi – soprattutto in contesti dove meno ce lo si aspettava – aveva un valore di provocazione e di sfida. È rimasta famosa una fotografia, contenuta in Do it! (1970), manifesto di quella generazione ad opera di Jerry Rubin, in cui una giovane completamente nuda sfila in mezzo ad una folla di gente ben vestita in una convention repubblicana recando su un vassoio la testa di un maiale.

## Storia
Lo streaking vero e proprio cominciò comunque a diventare un fatto di costume sul finire di quell'epoca di forte rottura e contestazione alla guerra del Vietnam ed alle convenzioni sociali, accompagnando un progressivo "disimpegno" dei giovani, portati piuttosto a viverlo come un atto goliardico, sempre meno connesso con aspetti di denuncia e di provocazione e caratterizzato da un maggiore individualismo ed edonismo.
Lo streaking è oggi diffuso con una certa ampiezza soprattutto in area anglosassone, in particolare nel Regno Unito.

## Nello sport

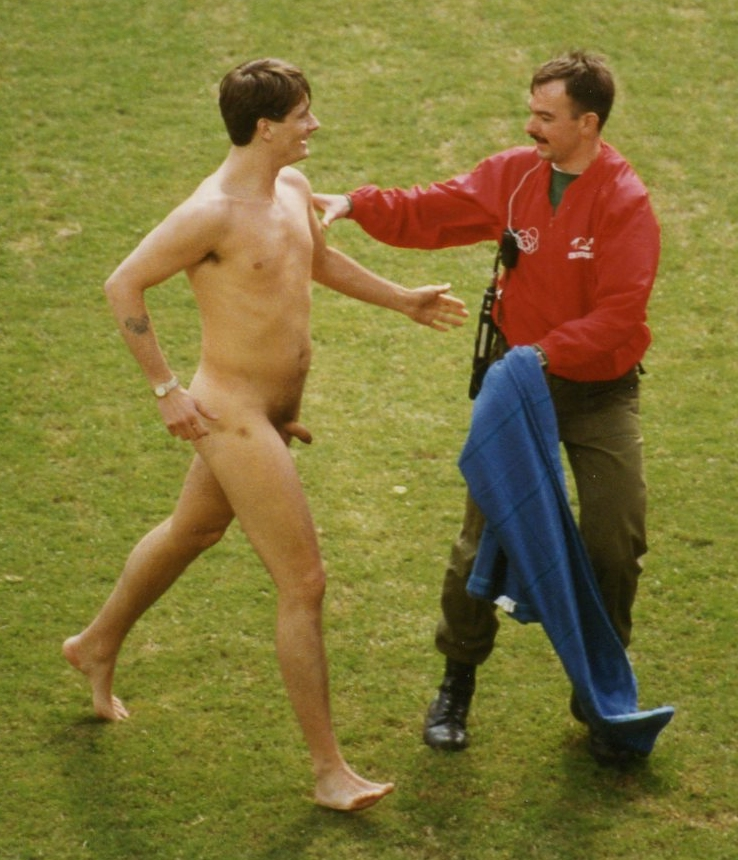
Streaker a Hong Kong nel 1994

Uno "streaker" ormai celebre è Mark Roberts, un eccentrico britannico che ha collezionato una quantità impressionante di apparizioni in pubblici eventi (perlopiù sportivi) completamente nudo (si calcola non meno di 380 volte tra il 1993 e il 2005. Le sue performance gli hanno valso un numero consistente di multe, ma nonostante questo egli è riuscito a farne un vero e proprio business, aprendo un sito sulle proprie imprese e stringendo accordi con imprese di pubblicità).
Forme più estreme di streaking possono anche implicare rapporti sessuali.